# Prova d'Albarrán
La prova o test d'Albarrán, o prova de la poliúria experimental. és un mètode experimental d'exploració de la funció renal desenvolupada per l'investigador uròleg Joaquín Albarrán y Domínguez. El test pretén la detecció de la poliúria com a causa d'insuficiència renal a través de l'avaluació del grau de pèrdua de la funció renal en mesurar el volum i la concentració urinària.

## Història
Albarrán (1860–1912) va ser un uròleg cubà que va estudiar medicina a Barcelona. El 1878 es va traslladar a París, on va treballar amb l'anatomista Ranvier (1835–1922) i l'uròleg Guyon (1831–1920). Albarrán va ser el responsable d'un descobriment bàsic i poc conegut. En un moment en què l'únic test d'imatge conegut era la radiografia descoberta recentment, va poder distingir quin ronyó estava malalt en el cas de lesions unilaterals que necessitessin cirurgia, com, per exemple, en tuberculosi renal. Per fer-ho, va crear l'anomenada “palanca d'Albarran”, una petita incorporació al cistoscopi a través del qual podia dirigir un catèter cap al meatus ureteral per recollir directament l'orina procedent de cada ronyó. Després, va crear una dels les primeres proves d'estímul de funció, la prova de "poliúria experimental". En presència d'un estímul d'aigua, el ronyó sa s'adaptava a l'estímul produint més volum d'orina i el ronyó malalt no ho feia. El seu llibre Exploration des funcions rénales, escrit el 1905, és, segurament, el primer de la història sobre el tema i un deute històric col·lectiu dels nefròlegs.